# Molinara (vindruva)
Molinara är jämte Rondinella minoritetsdruvan i röda viner från Venetoregionen i nordöstra Italien. Den största andelen druvor i dessa viner är Corvina. Molinara anses vara den sämsta av de tre druvorna och i en hel del av Venetovinerna har den numera ersatts med andra druvor.